# IC 2858
IC 2858 ist eine linsenförmige Galaxie vom Hubble-Typ S0-a? im Sternbild Löwe an der Ekliptik. Sie ist schätzungsweise 1171 Millionen Lichtjahre von der Milchstraße entfernt.
Das Objekt wurde am 27. März 1906 vom deutschen Astronomen Max Wolf entdeckt.